# Antoninoides boutelouae
Antoninoides boutelouae är en insektsart som först beskrevs av Parrott in Popenoe och Arthur W. Parrott 1900.  Antoninoides boutelouae ingår i släktet Antoninoides och familjen ullsköldlöss. Inga underarter finns listade i Catalogue of Life.